# Níctimo
En la mitología griega, Níctimo (Νύκτιμος) era un rey de Arcadia, sucesor e hijo de Licaón, siendo bien el primogénito o bien el menor, según los autores. Asio de Samos dice que Nicteo —esto es, Níctimo— era el padre de Calisto. La madre de Níctimo y consorte de Licaón es referida como la náyade Cilene, Nonacris o bien una mujer innominada.
La versión de la Biblioteca mitológica nos dice que de Pelasgo y la oceánide Melibea, o según otros de la ninfa Cilene, nació un hijo, Licaón, que siendo rey de los arcadios engendró cincuenta hijos en muchas mujeres, entre ellos, Níctimo. Zeus, asqueado por el banquete impío, derribó la mesa en el lugar que ahora se llama Trapezunte, y fulminó a Licaón y a sus hijos excepto al más joven, Níctimo, pues Gea, adelantándose, asió la diestra de Zeus y calmó su cólera. Este acto de piedad de la propia Gea se pudiera deber que es su antepasada, en esta sucesión: Gea - Eceo - Licón - Deyanira - Licaón - Níctimo. Durante el reinado de Níctimo ocurrió el diluvio en la época de Deucalión. Hay quienes aseguran que se produjo por la impiedad de los hijos de Licaón.
Pausanias dice que en la tercera generación después de Pelasgo la región aumentó el númer de sus ciudades hombres. Níctimo era el hijo mayor y ostentaba todo el poder. Los restantes hijos de Licaón fundaron ciudades donde cada uno prefirió. Pero Enotro, el más joven de los hijos varones de Licaón, le pidió a su hermano Níctimo dinero y hombres y cruzó con naves a Italia, hasta la región de Enotria. Después de morir Níctimo, Árcade, hijo de Calisto, recibió el reino. Algunos dicen que el fundador de Psófide fue un tal Psofis, que descendía de Níctimo, a saber: Níctimo - Perifetes - Partaón - Aristas - Erimanto - Arrón - Psofis.
Nono recuerda el festín caníbal de Níctimo: «una vez a tu padre le convidó Licaón, junto con los demás bienaventurados, y tras trocear a su hijo Níctimo con sus propias manos, se lo sirvió a tu padre, que desconocía lo que había sucedido, y probó ese banquete con el próvido Zeus en la llanura arcadia».
Plutarco nos habla de otra hija de Níctimo, Filonomea, habida con una tal Arcadia, que pertenecía al cortejo de Artemisa aunque fue seducida por Ares.
Su padre era un rey muy querido por su pueblo, pero su extremada religiosidad degeneró hasta el punto de que terminó haciendo sacrificios humanos a Zeus Licio y matando para ello a los huéspedes que se alojaban en su casa, por lo que fue convertido en lobo. Una versión inicial afirma que Níctimo fue asesinado por su propio padre y servido a Zeus, y que fue por esto por lo que el dios lo metamorfoseó. Los mitógrafos identifican a Licaón con Zeus Licio, que, en su faceta de dios de la luz, vence a Níctimo (la oscuridad), o es sucedido por él, como alegoría de la eterna sucesión del día y la noche.
La versión mayoritaria afirma que Níctimo no fue asesinado por su padre, sino por sus hermanos: habiendo llegado noticias de la impiedad de los licaónidas a oídos de Zeus, este quiso conocer de primera mano la veracidad de las mismas y, disfrazado de viejo mendigo o de jornalero, se presentó en el palacio de los hijos de Licaón. Ciertos augurios hicieron sospechar a estos de la posible divinidad de su huésped, y para comprobarlo mataron a Níctimo y, mezclando sus entrañas con la de algunos animales, lo cocinaron y sirvieron a Zeus. Este, perplejo por la maldad de sus anfitriones, los convirtió a todos en lobos, o los fulminó con sus rayos, según las versiones. Después incendió el palacio que había acogido tales aberraciones y, resucitando a Níctimo, le entregó el trono de Arcadia. 
| Predecesor: Licaón | Reyes de Arcadia | Sucesor: Arcas |